# Partido Democrático de Campesinos y Trabajadores de China
El Partido Democrático de Campesinos y Trabajadores de China (en chino: 中国农工民主党) es uno de los ocho partidos políticos no comunistas y legalmente reconocidos en la República Popular China que siguen la dirección del Partido Comunista de China y es miembro de la Conferencia Consultiva Política del Pueblo Chino. El presidente actual es el exministro de Salud Chen Zhu.

## Historia
El partido tuvo su origen en el colapso del Primer Frente Unido cuando se reunieron por primera vez en noviembre de 1927. Sus miembros originales eran nacionalistas de izquierda y comunistas expulsados que se llamaban a sí mismos el "Comité de Acción Provisional del Partido Nacionalista Chino" o "Tercer Partido" (a pesar del nombre, el Partido de la Joven China fue el tercero más grande a finales de los años veinte y cuarenta).
Después de agosto de 1930, el partido se convirtió en una entidad cohesionada bajo Deng Yanda, quien lo organizó bajo un centralismo democrático como los nacionalistas y los comunistas. Deng fue ejecutado en secreto por Chiang Kai-shek en 1931 y el partido pasó a la clandestinidad.
En 1933, el partido, ahora dirigido por Huang Qixiang, se unió al efímero Partido del Pueblo Productivo para iniciar el fallido Gobierno Popular de Fujian. En 1935, cambiaron su nombre por el de "Comité de Acción China para la Liberación Nacional". Fue uno de los partidos fundadores de la Liga Democrática de China. Sus líderes cambiaron el nombre del partido en febrero de 1947 a su nombre actual.
Actualmente, el Partido Democrático de Campesinos y Trabajadores de China cuenta con 145.000 miembros, la mayoría de los cuales trabajan en los campos de la salud pública, la cultura y la educación, la ciencia y la tecnología.

## Presidentes
1. Deng Yanda (邓演达) (1930–1931)
2. Huang Qixiang (黄琪翔) (1931–1938)
3. Zhang Bojun (章伯钧) (1938–1958)
4. Ji Fang (季方) (1958–1987)
5. Zhou Gucheng (周谷城) (1987–1988)
6. Lu Jiaxi (卢嘉锡) (1988–1997)
7. Jiang Zhenghua (蒋正华) (1997–2007)
8. Sang Guowei (桑国卫) (2007–2012)
9. Chen Zhu (陈竺) (2012 – presente)[5]